# Joe Hulme
Joseph Harold Anthony „Joe“ Hulme (* 26. August 1904 in Stafford; † 27. September 1991 in Winchmore Hill) war ein englischer Fußball- und Cricketspieler.

## Leben und Karriere
Der in Stafford geborene Joe Hulme spielte normalerweise auf der Position eines rechten Flügelspielers. Dabei begann er seine Karriere zunächst außerhalb des Profifußballs, als er sich 1923 dem Verein York City anschloss. Bereits im Februar des Jahres 1924 wechselte er zu den Blackburn Rovers und war im Ewood Park für die folgenden zwei Spielzeiten beschäftigt. Nach 74 Meisterschaftsspielen und sechs Toren war er 1926 eine der ersten Verpflichtungen des legendären Arsenal-Trainers Herbert Chapman. Mit seiner überdurchschnittlichen Ballsicherheit und Antrittsschnelligkeit sollte Hulme fortan eine große Konstante im Spiel des FC Arsenal sein und zwölf Spielzeiten dort verbringen. Er wurde somit zu einem wichtigen Bestandteil der äußerst erfolgreichen Arsenal-Mannschaft der 1930er-Jahre.
Am 6. Februar 1926 debütierte Hulme im Auswärtsspiel bei Leeds United, war für den verbleibenden Rest der Saison Stammspieler und wurde in eine Auswahl der Football League nominiert. In der anschließenden Spielzeit entwickelte er sich weiter positiv und kam am 2. April 1927 in der englischen Nationalmannschaft gegen Schottland im Hampden Park zu seinem Einstand. Insgesamt sollte er zwischen 1927 und 1933 neun Länderspiele absolvieren. Ebenfalls im Jahre 1927 erreichte Hulme mit dem FC Arsenal das Endspiel im FA Cup und verlor dort nach einem Torwartfehler von Dan Lewis gegen Cardiff City mit 0:1.
Hulme war bis zur Saison 1932/33 die erste Wahl auf der offensiven rechten Außenbahn und bildete vor allem mit dem 1929 verpflichteten Cliff Bastin ein effektives Duo auf den Flügelstürmerpositionen. Sowohl Hulme auf der rechten, als auch Bastin auf der linken Seite, spielten dabei ihre Stärken in der Schnelligkeit zum Wohle der Mannschaft aus und wurden von dem offensiven zentralen Mittelfeldspieler Alex James mit Vorlagen unterstützt. Beide Flügelspieler entwickelten zudem eine große Torgefahr und Hulme schoss nach 18 Treffern in der Saison 1931/32 im Folgejahr noch einmal 20 Tore (darunter jeweils drei in den Partien gegen den FC Sunderland und den FC Middlesbrough). Es war zudem die Zeit der großen Titelgewinne für Arsenal und nach dem FA-Cup-Sieg im Jahre 1930 errang Hulme mit seinem Verein in den Jahren 1931 und 1933 jeweils die englische Meisterschaft.
Aufgrund von Verletzungen kam Hulme in der Saison 1933/34 nur zu acht Einsätzen (schoss dabei aber fünf Tore), was bei der Titelverteidigung Arsenals nicht ausreichte, um die offizielle Medaille zu bekommen. Er kehrte wieder zurück, kam auch in der Meisterschaftssaison 1934/35 auf 16 Einsätze, aber die Verletzungen und die fehlende Form hatten zwischenzeitlich dafür gesorgt, dass er nicht im Besitz eines Stammplatzes war und diesen nun mit Pat Beasley und Alf Kirchen teilen musste. In der Saison 1935/36 kam er auf 28 Ligaspiele und besiegte im FA-Cup-Endspiel Sheffield United mit 1:0. Damit war er der einzige Akteur, der in den ersten vier FA-Cup-Endspielen des Klubs zum Einsatz kam.
In seinen letzten beiden Jahren für den FC Arsenal war Hulme nur noch sporadisch in der Mannschaft, was sich in den nur zehn Spielen in 1½-Jahren ausdrückte. Seine letzte Partie absolvierte er am 18. Dezember 1937 gegen den FC Liverpool. Insgesamt schoss er in 374 Spielen für die „Gunners“ 125 Tore und ist damit bis heute der achtbeste Torschütze in der Vereinsgeschichte. Er ließ seine Karriere letztlich im Januar 1938 bei Huddersfield Town ausklingen, kam dort sogar noch einmal zu einem FA-Cup-Endspiel (0:1 gegen Preston North End) und zog sich dann endgültig vom aktiven Fußballsport zurück.
Neben dem Fußball war Hulme auch im Cricket aktiv und spielte zwischen 1929 und 1939 insgesamt 225 Partien für den Middlesex County Cricket Club als Schlagmann und Bowler.
Nach dem Zweiten Weltkrieg, während dessen er als Polizist arbeitete, wurde Hulme 1946 Trainer von Tottenham Hotspur. Während seiner Amtszeit bis 1949 konnte er zwar keine nennenswerten Erfolge verbuchen, bildete aber das Grundgerüst der Mannschaft, die im Jahre 1951 die englische Meisterschaft gewinnen sollte. Danach wendete er sich von dem Fußballgeschäft komplett ab und arbeitete in der Folgezeit recht erfolgreich als Journalist.
Im Alter von 87 Jahren starb er 1991.